# Provincie Isernia
Isernia (Provincia di Isernia) je provincie v oblasti Molise. Sousedí na severu s provinciemi L'Aquila a Chieti, na východě s provincií Campobasso, na západě s provincií Frosinone a na jihu s provincií Caserta.

## Okolní provincie
| Růžice kompasu | L'Aquila  |                   | Chieti     | Růžice kompasu |
| Růžice kompasu | Frosinone | Sever             | Campobasso | Růžice kompasu |
| Růžice kompasu | Frosinone | Provincie Isernia | Campobasso | Růžice kompasu |
| Růžice kompasu | Frosinone | Jih               | Campobasso | Růžice kompasu |
| Růžice kompasu | Caserta   |                   |            | Růžice kompasu |